# ブランシュ・オブ・イングランド
ブランシュ・オブ・イングランド（英語：Blanche of England, 1392年春 - 1409年5月22日）またはブランシュ・オブ・ランカスター（Blanche of Lancaster）は、イングランド王ヘンリー4世とその最初の妃メアリー・ド・ブーンの娘。後にプファルツ選帝侯となるルートヴィヒ3世と結婚したが、ルートヴィヒ3世が選帝侯となる前に死去した。

## 生涯

### 生い立ち
ブランシュはイングランド王ヘンリー4世とメアリー・ド・ブーンの間の第6子としてピーターバラ城で生まれた。ブランシュが生まれた時、父ヘンリーはダービー伯および妻の権利によりノーサンプトン伯・ヘレフォード伯であったが、ランカスター公ジョン・オブ・ゴーントとブランシュ・オブ・ランカスターの間の唯一の生存する男子としてランカスター公領の継承者でもあった。ブランシュの名は父方の祖母の名からつけられた。
ブランシュの母メアリーは末子フィリッパを出産後の1394年6月4日にピーターバラ城で死去した。その5年後の1399年9月30日、ブランシュの父ヘンリーは従兄弟のイングランド王リチャード2世を廃位し自ら王位についた。3年後の1402年にヘンリーはナバラ王カルロス2世の娘でブルターニュ公ジャン5世の未亡人ジャンヌと再婚した。この結婚からは子供は生まれなかった。

### 結婚

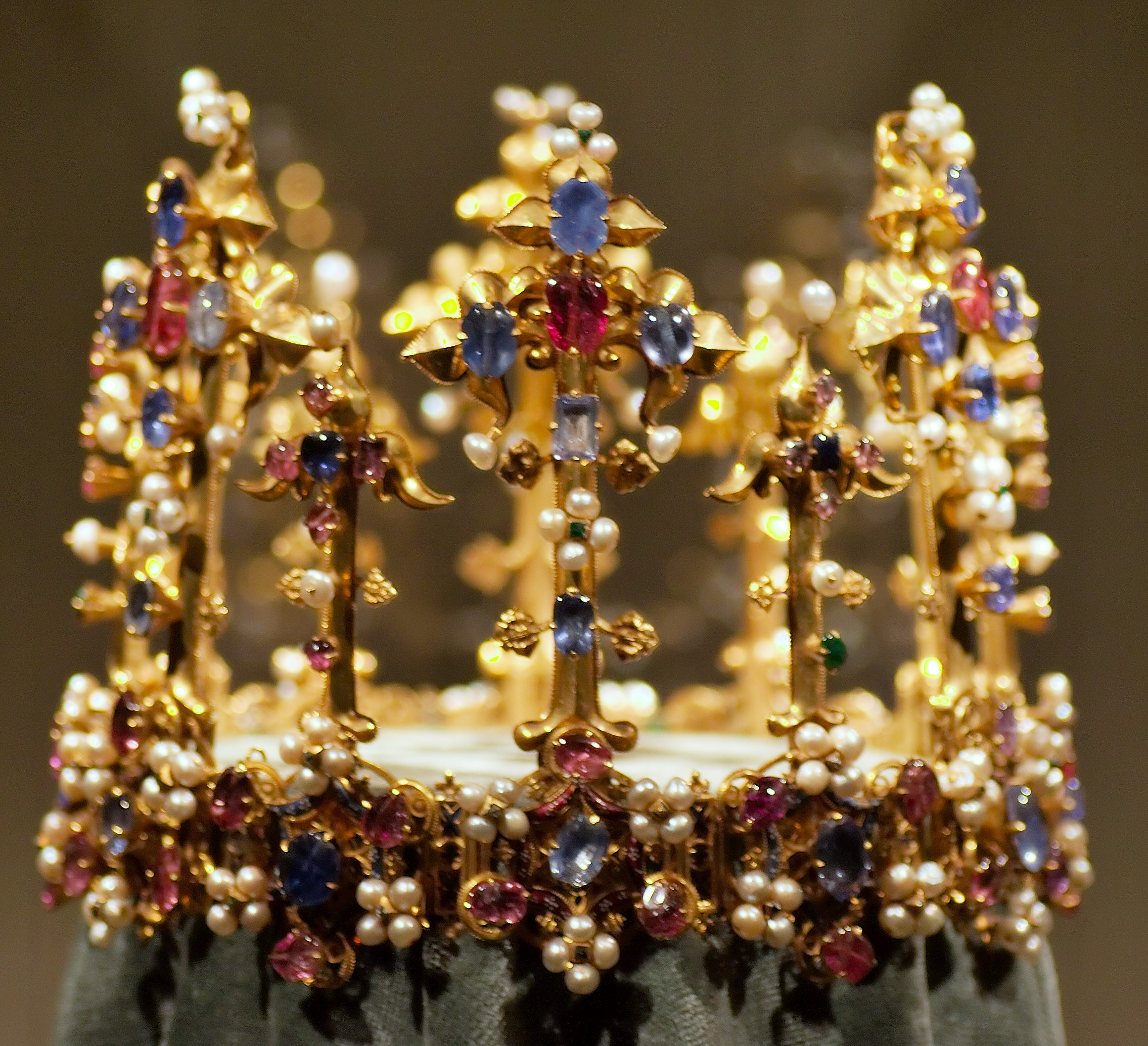
ブランシュ王女の王冠（ミュンヘン・レジデンツ所蔵）

父ヘンリー4世は王位についた後、自らの王位を正当化し維持するための同盟を結ぶことを考えた。そのうちの一つがローマ王ループレヒトとの同盟であり、ループレヒトもまた前王ヴェンツェルを廃して自ら王位についていた。そのため、ループレヒトの嗣子ルートヴィヒ3世とヘンリー4世の娘ブランシュとの結婚がすぐに決められた。
婚姻契約は1401年3月7日にロンドンで締結され、ブランシュの持参金はおよそ4万ノーブル（金300kg以上）と決められた。ブランシュとルートヴィヒ3世の結婚式は1年後の1402年7月6日にケルン大聖堂で行われた。ブランシュの持参金にはイングランドにあった最古の現存する王冠（「ブランシュ王女の王冠」）も含まれていた。政略結婚であったものの、結婚生活は幸福なものであったといわれる。4年後の1406年6月22日にハイデルベルクにおいてブランシュはループレヒトと名付けられた息子を出産した。
1408年、ブランシュにガーター勲章が与えられた。その1年後の1409年、ブランシュは第2子を身ごもっていたが、アルザスのハーゲナウで熱病のため死去した。ブランシュはノイシュタットの聖マリア教会（現在の聖アエギディウス教会）に埋葬された。
ルートヴィヒ3世は1410年にループレヒトが死去した後にプファルツ選帝侯となり、1417年にピエモンテ伯アメデーオ・ディ・サヴォイアの娘マティルデと再婚し、6人の子女をもうけた。ブランシュの息子ループレヒトは1426年に19歳で独身で子女なく死去した。

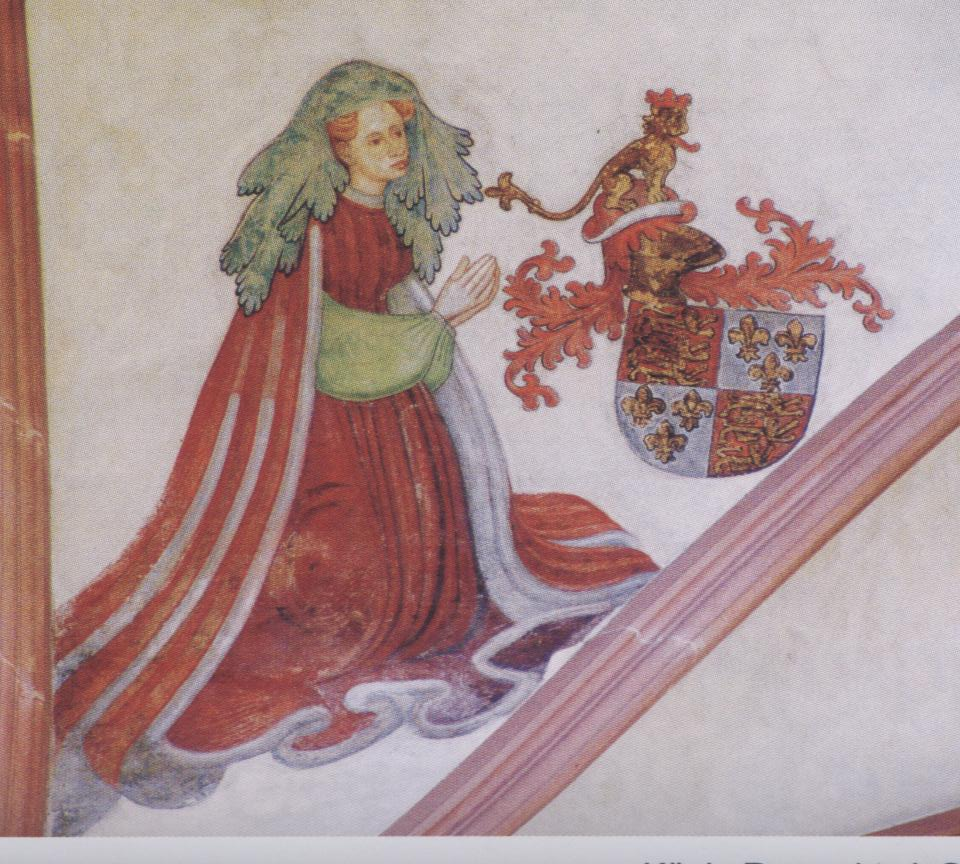
ブランシュ（ノイシュタット・アン・デア・ヴァインシュトラーセの教会のフレスコ画、1420年頃）